# لمى مفلح
ولدت لمى مفلح في 1 مارس 1979 وهي مؤسسة ومديرة «أسرة فوجيز»، وهي منظمة غير ربحية مكرسة للعمل مع الأطفال الناجين من الحرب. بدأت رؤية مفلح كفريق كرة قدم وبرنامج تعليمي، لكن رؤيتها نمت لتشمل المدارس التي تخدم طلاب الثانوية والإعدادية في كلاركستون، وجورجيا وكولومبوس، وأوهايو.

## فترة مبكرة من حياتها
ولدت لمى مفلح في عمان، الأردن لعائلة ثرية. وغادرت الأردن للالتحاق بكلية سميث في نورثهامبتون، ماساتشوستس عام 1993. وتخرجت منها عام 1997 بدرجة البكالوريوس في الأنثروبولوجيا (علم الإنسان). انتقلت من نورثهامبتون إلى بوسطن ومن ثم إلى كارولينا الشمالية ثم إلى أتلانتا، حيث عملت كنادلة وطاهية وعاملة خزينة في بقالة وموظفة في مؤسسة خيرية ومصممة مواقع إلكترونية مستقلة. بعد وصولها إلى أتلانتا، أنشأت مقهى أشتون، وقد دربت كرة القدم للفتيات قبل تأسيس «أسرة فوجيز» في عام 2004.

## أسرة فوجيز
عائلة (فوجيز) هي منظمة غير ربحية مكرسة للعمل مع الأطفال الناجين من الحرب. تم تأسيسها من قبل لمى مفلح وتراسي إدجر، كبير مسؤولي التشغيل الذي يدير جميع المتطوعين والأنشطة التعليمية لبرامج فوجي. ويضم برنامج فوجيز 86 لاجئ من صبيان وفتيات تتراوح أعمارهم بين 11 و 18 عامًا يحضرون مرتين أسبوعياً تمارين كرة القدم ويلعبون الألعاب في عطلات نهاية الأسبوع ويشاركون في البطولات. لدى أسرة فوجيز برنامج تعليمي لامنهجي، ومدرسة إعدادية تضم 57 طالبًا تسمى أكاديمية فوجيز، وأحداث مجتمعية مستمرة مثل غسيل السيارات والوجبات الجماعية. توقع مؤسسة فوجيز عقدًا صارمًا  يحدد قواعد الحفاظ على العضوية في البرنامج.
تنتمي مؤسسة فوجيز إلى أكثر من 24 دولة مزقتها الحرب حول العالم، مثل بورما والبوسنة وأفغانستان والعراق وكوبا والسودان والصومال وجمهورية الكونغو الديمقراطية وإريتريا. تقع مؤسسة فوجيز في كلاركستون، جورجيا، والتي يبلغ عدد سكانها حوالي 7000 شخص على بعد أميال قليلة خارج أتلانتا. أُعيد توطين أكثر من 61000 لاجئ في جورجيا منذ عام 1981، ووصول 2824 لاجئًا في عام 2008. تم اختيار كلاركستون كموقع لإعادة توطين اللاجئين بسبب سهولة الوصول إلى وسائل النقل العام، والسكن الرخيص والوفير، وأيضاً قربها من أتلانتا. وإن لم يكن الأمر يخلو من الجدل،  فقد تم الاعتراف بمؤسسة فوجيز لجهودهم في تعزيز التنوع والتسامح وبناء المجتمع بين كل من اللاجئين والسكان المحليين في كلاركستون والأحياء المحيطة بها.

## الجوائز
حصلت مفلح على جائزة بطل السي إن إن لعام 2017، وعلى جائزة «اختيار الشعوب ديان فون فورستنبرج» عام 2018.
و حصلت مفلح على جائزة «مارتن لوثر كينغ جونيور لخدمة المجتمع»، و«وسام سميث كوليدج»، و«جائزة الأرض المشتركة» التي تُقدم سنويًا لتكريم المنجزين في حل النزاعات والتفاوض وبناء المجتمع وبناء السلام. كما حصلت على جائزة المناصرة للغات الأجنبية في عام 2009 من مؤتمر الشمال الشرقي لتعليم اللغات الأجنبية تقديراً لالتزامها بدمج اللاجئين في الولايات المتحدة 
ظهرت على شبكة سي إن إن التلفزيونية، وفي برنامج اليوم وشبكة سي بي إس وشبكة إي إس بي إن التلفزيونية الرياضية كما ظهرت مفلح في مجلة نيويورك تايمز وإذاعة إن بي آر (NPR) والمجلة الرياضية.

## روابط خارجية
- أسرة فوجيز
- الرياضيون – فريق فوجيز لكرة القدم